# Siyabonga Cwele
Siyabonga Cyprian Cwele (3 settembre 1958) è un medico e politico sudafricano, membro dell'African National Congress.

## Biografia
Cwele ha conseguito una laurea in medicina presso l'Università di KwaZulu-Natal e una in politica economica presso l'Università di Stellenbosch.

### Vita privata
Cwele si è sposato nel 1985, nel 2000 si è separato, e dieci anni dopo ha divorziato. Ha quattro figli.

## Carriera

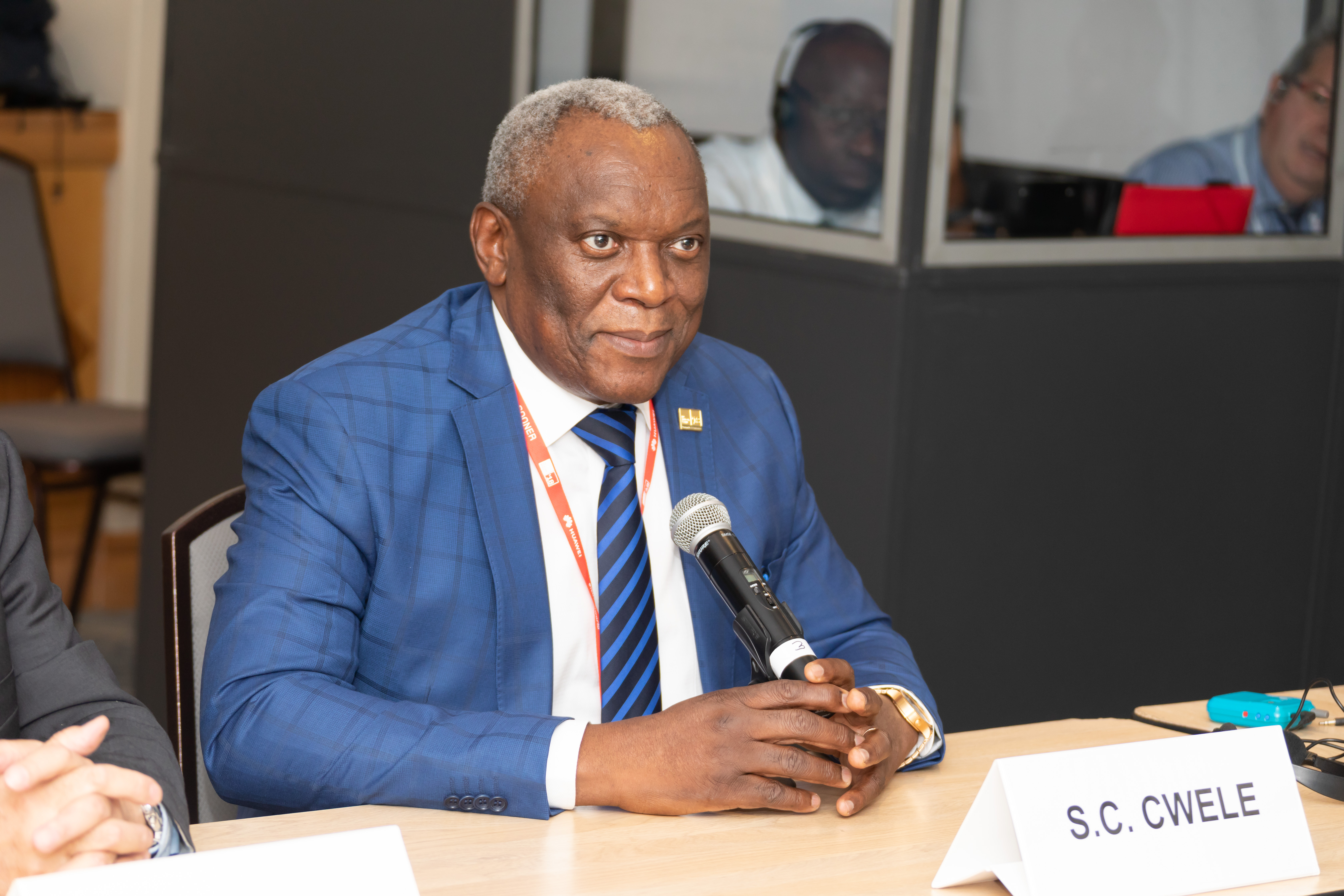
Cwele

Siyabongs è stato Ministro delle telecomunicazioni e dei servizi postali e Ministro della sicurezza dello Stato (all'epoca noto come Ministro dei servizi di intelligence).
È membro del Parlamento dal 1994 e dell'Assemblea nazionale dal 1999.